# Капитолийская волчица (Тимишоара)
Капитолийская волчица в Тимишоаре (рум. Statuia Lupoaicei din Timișoara) — монумент в румынском городе Тимишоара. Расположен на Площади Победы в центре города, рядом с Национальной оперой и кафедральным собором Трёх Святителей Тимишоарской архиепископии Банатской митрополии Румынской православной церкви. Был установлен 23 апреля 1926 года как подарок города Рима в память латинской этнической общности двух народов.

## История
В первые десятилетия XX века, муниципалитет столицы Италии — Рима и правительство Италии, отдавая дань уважения латинскому происхождению румынского народа, подарили Румынии четыре копии Капитолийской волчицы, которые были установлены в городах Бухарест (7 сентября 1906, в честь 40-летия коронации короля Кароля I и 1800-летия римского завоевания Дакии), Клуж-Напока (28 сентября 1921, в память об объединении Трансильвании и Буковины с Румынией в 1918 году), Кишинёв (1921, в память об объединении Бессарабии с Румынией в 1918 году) и Тимишоара (23 апреля 1926, в память латинской этнической общности двух народов). Уже в Румынии с этих четырёх статуй были сделаны копии, которые были установлены в городах и сёлах Алба-Юлия, Блаж, Брад, Брашов, Констанца, Кристештий-Чичеулуй, Деж, Галац, Ернут, Лешу, Лудуш, Маеру, Нэсэуд, Сэчеле, Сату-Маре, Сигишоара, Тыргу-Муреш, Тырнэвени, Топлица, Турда, Залэу, Регин, Герла.
Торжественное открытие памятника состоялось 23 апреля 1926 года в присутствии 10 000 человек. В открытии приняли участие примар Тимишоар Самуил Шаговичи, министр по делам религии Румынии Василий Голдиш, министр труда Румынии Григорий Транку-Яши и делегаты главы правительства Италии Бенито Муссолини. Вступительную речь произнёс консул Италии в Тимишоаре Джулио Чезаре Кодека. Торжества пришли при полном исключении из них любой роли бывшего примара Тимишоар Лучиана Джорджевичи, вынужденного уйти в отставку 17 апреля в обстановке напряжённой политической ситуации в стране.
После того, как по Второму Венскому арбитражу (1940) Венгрия получила от Румынии Северную Трансильванию, 40 % населения которой составляли венгры, Тимишоара стала местом демонстраций, митингов и акций протестов. Поскольку Италия под руководством Бенито Муссолини поддержала территориальные претензии Венгрии, монумент Капитолийская волчица вызвал недовольство протестующих, которые на банатском выкрикивали лозунги: «Дуче, Дуче, приди, возьми свою суку и сделай с ней всё!». В результате протестов памятник был демонтирован и временно перемещён из центра города.
В декабре 2012 года статуя получила ночное художественное освещение.